# Wincenty Zydroń
Wincenty Zydroń, pseudonimy „Znicz”, „Jasiński” (ur. 26 stycznia 1916 w Okocimiu, zm. 24 września 1987) – polski działacz partyjny i państwowy, podsekretarz stanu w Ministerstwie Przemysłu Spożywczego i Skupu (1969–1978).

## Życiorys
Syn Józefa i Ksawery. Przed wojną aktywny w Stowarzyszeniu Młodzieży Męskiej w Okocimiu i tamtejszej Spółdzielni Rolniczo-Handlowej „Miarka”. Pomiędzy 1940 a 1945 działał w SL „Roch” i Batalionach Chłopskich pod pseudonimami „Znicz” i „Jasiński”. W 1945 wstąpił do Stronnictwa Ludowego, wraz z nim w 1949 wszedł w skład Zjednoczonego Stronnictwa Ludowego. Pracował jako prezes Zarządu Wojewódzkiej Spółdzielni Obrotu Zwierzętami Rzeźnymi w Krakowie (1947–1948) i Tarnowie (1948–1949), dyrektor Centrali Mięsnej w Krakowie (1949), Zakładów Mięsnych w Krakowie (1949–1950) oraz Zjednoczenia Przemysłu Mięsnego w Krakowie (1950–1965).
Zajmował stanowiska wiceprezesa Komitetu Miejskiego ZSL w Krakowie (1950–1957), członka prezydium i wiceprezesa (1965–1969) Wojewódzkiego Komitetu ZSL tamże, następnie czlonka Naczelnego Komitetu ZSL (1969–1980), członka Warszawskiego Stołecznego Komitetu ZSL (1973–1977) oraz przewodniczącego Głównego Sądu Partyjnego ZSL (1978–1984), a także pełnomocnikiem prezesa NK ZSL ds. budowy pomnika Wincentego Witosa w Warszawie. Pomiędzy 1965 a 1969 był wiceprzewodniczącym Prezydium Wojewódzkiej Rady Narodowej w Krakowie. Od października 1969 do czerwca 1978 pozostawał podsekretarzem stanu w Ministerstwie Przemysłu Spożywczego i Skupu.
Został pochowany na Cmentarzu Wojskowym na Powązkach.

## Odznaczenia i upamiętnienie
W 1956 otrzymał Srebrny Krzyż Zasługi za zasługi w pracy zawodowej w dziedzinie przemysłu spożywczego. Od 2006 był patronem ulicy w Brzesku, uhonorowano w ten sposób zlokalizowanie z jego inicjatywy w mieście wielu zakładów przemysłowych. W 2017 w ramach dekomunizacji przemianowano ją na Ciepłą.